# International Society of Doctors for the Environment
La International Society of Doctors for the Environment (ISDE) è un'organizzazione non governativa fondata a Cortona il 25 novembre 1990, per iniziativa di medici di varie nazionalità, con lo scopo di riunire tutti i medici interessati alle problematiche sanitarie correlate ai problemi ecologici, diffondere conoscenze sul legame tra il degrado ambientale e la salute umana, nonché avviare e sostenere iniziative dal livello locale a quello globale per ridurre o eliminare le sorgenti del degrado e dell'inquinamento ambientale che hanno iniziato a minacciare seriamente la salute e la sicurezza, anche delle generazioni future.